# Spirit – Hästen från vildmarken
Spirit – Hästen från vildmarken är en animerad film från 2002 i regi av Kelly Asbury och Lorna Cook. Filmen blev Oscarsnominerad i kategorin 2002 års bästa animerade film, men förlorade mot Hayao Miyazakis animefilm Spirited Away.

## Handling
Filmen handlar om mustangen Spirit som är ledare för en flock vildhästar i den amerikanska "gamla västern". 
En kväll upptäcker Spirit något nytt i skogen; en eld. Han galopperar dit för att se vad det är som försiggår och när han kommer fram ser han ett par hästar som står fastbundna. Utan att veta att det är ett människoläger han har hamnat i undersöker han deras saker, och råkar väcka människorna. Människorna får syn på den kraftige unghästen och lyckas fånga in honom, trots att Spirit spjärnar emot. 
Spirit förs till en militärbas med massor av andra hästar, där de försöker tämja honom. Spirit gör motstånd och de märker snart att det är omöjligt. På militärbasen träffar Spirit en indian vid namn Little Creek, och med hjälp av honom lyckas de båda rymma. Little Creek tar med Spirit till sitt läger. Där träffar Spirit märren Rain, som han snabbt blir förälskad i. Spirits hjärta slits mellan hjorden och Rain, som inte vill lämna sin indianvän Little Creek. Spirit vill hem till sin familj och sin mark, men samtidigt vill han inte lämna Rain.

## Om filmen
Bryan Adams spelade in filmens ledmotiv, Here I Am, och nominerades tillsammans med Hans Zimmer och Gretchen Peters till en Golden Globe i kategorin bästa låt. På den svenska versionen är det Martin Stenmarck som sjunger i filmens ledmotiv.

## Röster (i urval)
| Figur        | Originalröst   | Svensk röst      |
| ------------ | -------------- | ---------------- |
| Spirit       | Matt Damon     | Martin Stenmarck |
| Översten     | James Cromwell | Peter Andersson  |
| Little Creek | Daniel Studi   | Johan Svensson   |
| Sgt. Adams   | Chopper Bernet | Anders Öjebo     |
| Murphy       | Jeff LeBeau    | Torsten Wahlund  |
| Pete         | Adam Paul      | Niclas Ekholm    |

## Sånger i filmen i urval
Svenska och engelska titlar.
- Här är Jag / Here I Am
- Den Värld Som är Min / This is Where I Belong
- Jag är Fri / You Can't Take Me
- Skyll Inte På Mig / Get Off My Back
- Blås i Hornet Nu / Sound The Bugle
- En Del av Min Värld / I Will Always Return
- Bröder Under Solen / Brothers Under the Sun